# Сеймна
Сеймна (Сейма) — река в России, протекает в Вичугском и Родниковском районах Ивановской области. Устье реки находится в 15 км по левому берегу реки Возополь. Длина реки составляет 17 км, площадь водосборного бассейна — 89,5 км². В 4,1 км от устья принимает слева реку Талица.
Река начинается у деревни Буяново в 10 км к юго-востоку от центра города Вичуга. Почти всё течение реки лежит в Вичугском районе, в Родниковском находится устье и последние несколько сот метров течения. Река течёт на юго-восток, протекает деревни Гришово, Макатово, Сорокино, Курдино, Волынёво, Тропинское. Крупнейший населённый пункт — село Сорокино Вичугского района. Впадает в Возополь в урочище Колосово.

## Притоки
- 4,1 км: река Талица (лв)

## Данные водного реестра
По данным государственного водного реестра России относится к Окскому бассейновому округу, водохозяйственный участок реки — Клязьма от города Ковров и до устья, без реки Уводь, речной подбассейн реки — бассейны притоков Оки от Мокши до впадения в Волгу. Речной бассейн реки — Ока.
По данным геоинформационной системы водохозяйственного районирования территории РФ, подготовленной Федеральным агентством водных ресурсов:
- Код водного объекта в государственном водном реестре — 09010301112110000033648
- Код по гидрологической изученности (ГИ) — 110003364
- Код бассейна — 09.01.03.011
- Номер тома по ГИ — 10
- Выпуск по ГИ — 0